# 陸應寅
陸應寅（15世紀—16世紀），字虎臣，號鶴江，南直隸松江府華亭縣望仙橋人，明朝政治人物。

## 生平
陸應寅十七歲時父親去世，哀毀骨立，侍奉母親孝順，嘉靖七年（1528年）中舉人，二十年（1541年）時長子陸從大成進士，他則授應天府推官，有良民無辜被判死刑，他為其洗脫嫌疑後辭官，該人贈送金錢報答，他正色拒絕。之後朝廷調任他為廣東鹽課提舉，中途請求辭官回鄉，杜門不出，以詩文自娛，死後入祀鄉賢祠。

## 家族
元配黃氏，贈安人；继室許氏，封安人。黄氏生長子陸從遠，字履漸，號缜菴，恩例訓導，以子陸萬鍾封文林郎杭州府推官；次子陸從大（禮部主事）；许氏生陸從平、陸從高（字履安，隆慶四年庚午科舉人）。孫陸萬鍾，進士，官江西参政；陸萬言（從大子），字君策，萬曆四年丙子科順天鄉試舉人。陸萬里，舉人。
次子陸從大、五子陸從平均為進士，另有一子陸從高為隆慶四年舉人。

## 引用
1. 1 2  光緒《重修華亭縣志·卷十四·人物三》：陸應寅，字虎臣，號鶴江 居望仙橋 ，性至孝，嘉靖七年舉人，選應天司理，有良民陷大辟，應寅白其冤後解官，其人橐金為報，正色拒之。遷廣東鹽課提舉，中途乞歸，杜門以埽，以詩文自娛，卒祀鄉賢祠。長子從大，字履貞 《松風餘韻》引選舉志作子阜 ，有雋才，嘉靖二十年進士……第五子從平，字履素 宋府志第宅在繡衣坊北，即朱大韶宅 隆慶二年進士……
2. ↑  《欽定古今圖書集成·理學彙編·學行典·卷二百四十三·篤行部·名賢列傳十一》：按《松江府志》 陸應寅，字虎臣。十七執父喪，哀毀，奉母孝。嘉靖七年舉鄉薦。二十年，長子從大成進士，應寅選應天司理。有善人陷大辟，歲不決，應寅立白其冤。 後其人以百金為報，正色拒之。遷廣東鹽課提舉，中途乞歸，以詩文自娛。
3. ↑  光緒《青浦縣志·卷十八·人物二》：陸應寅，字虎臣，居柘澤塘，嘉靖七年舉人，選應天府推官。有冤獄久不決，應寅為平反之，遷廣東鹽課提舉乞歸。三子：從大，嘉靖二十年進士，官至大理評事；從平，隆慶二年進士，浙江鹽運使；從高，舉人江西布政使參議；諸孫亦多讀書有聞者，家聲驟起，人謂應寅治獄有陰德焉